# 野崎恵
野崎 恵（のざき めぐみ、1982年2月25日 - ）は、日本の元タレント。
東京都大田区池上出身。

## 芸歴
- 1998年10月5日よりバラエティ番組『DAIBAッテキ!!』（フジテレビ）で行われた第一回チェキッ娘オーディションに参加。最終候補10人には残るも落選。
- 同番組で同年11月27日に行われたオーディションに再挑戦。嶋野蘭とともに合格し、アイドルグループ・チェキッ娘のメンバーとなる。チェキッ娘IDは013。翌年1999年11月3日までチェキッ娘の一員として活動。
- チェキッ娘在籍時は「八重歯」がチャームポイントだったが、チェキッ娘卒業後は歯列矯正した[1]。
- チェキッ娘卒業後は、デンナーシステムズに所属し[2]、バラエティ番組を中心に活動する。『進ぬ!電波少年』（日本テレビ）の企画「15少女漂流記」と、その続編「15カ国少女漂流記」（日本代表）に出演したことで注目を集めた。これにおいては、雑誌「FLASH」で帰国時「15少女漂流記」「15カ国少女漂流記」についてのインタビューが載り、「生理が止まった」と告白していた。
- 2004年9月3日～9月5日に笹塚ファクトリーで行われた、同じ電波少年の出演者だった安田ユーシ（電波少年的地球防衛軍のブラック）と山内浩司（同じくブルー）、共に電波少年的放送局に出演していたお笑いコンビ・メカドッグ（沢原宣之、杉山英司）が出演したライブ『東京汗かきボンバーズ第3回公演「秋場所」』に、横尾茜（電波少年的放送局初代専属アナウンサー、前・まぐまぐ代表取締役社長）と一緒にゲスト出演。
- 2005年に芸能界を引退し、介護関係の資格取得を目指している。その後2009年3月に結婚、披露宴には元チェキッ娘メンバーの他、電波少年で共演していたメンバーも出席、司会は無人島メンバー同士だったいとうあさこが務めていた[3]。なお、相手はファンの人だという[4]。2016年に初出産[5]。

## 出演

### バラエティ
- DAIBAッテキ!!（フジテレビ）
- DAIBAクシン!!シリーズ（フジテレビ）
- 新春かくし芸大会（フジテレビ、2000年1月2日　ヤングチームの『ザ・ヒットスラップオーケストラ』のメンバーで出演）
- Shimura-X天国（フジテレビ） - 2000年1月12日
- 三宅裕司のドシロウト（日本テレビ） - 2000年4月5日～2000年9月27日 レギュラー
- BAT corp.（関西テレビ放送） - 2000年4月～12月頃 レギュラー
- おネプ!（テレビ朝日　子供とガチンコなぞなぞ寿司ネタクイズのコーナーに出演）
- 仕立屋工場（フジテレビ） - 2000年5月9日
- マッハブイロク（フジテレビ） - 2000年6月15日他
- 進ぬ!電波少年（日本テレビ） - 『おニャン子だったり モー娘。だったり…』→『15少女漂流記』、『15カ国少女漂流記』
- 電波少年的放送局（CS日本　お留守番シスターズの“四女”として出演）
- 今夜!叶姉妹が選ぶ!史上最強の超ゴージャス美女（TBSテレビ、2003年10月7日）
- 森田一義アワー 笑っていいとも!（フジテレビ） - 2009年8月27日『出たいドルデラックス』、チェキッ娘のメンバーとして

### ラジオ
- トワイライトラブスコール（TOKYO FM 毎週日曜日）

### CM
- スリーエフ（チェキッ娘時代に出演）
- メダロッチ・アドバンス（イマジニア）

### 掲載誌
- 週刊プレイボーイ - 2000年5月2日号、グラビア
- 宝島 - 2000年7月5日号

### その他
- 『HEY!』（福山雅治） - プロモーションビデオ出演